# Кондитерский цех "Винни-Пух" (2010-2011)
Реклама кондитерского цеха "Винни-Пух", транслировался в 2010-2011 годах Кондитерская «Винни-Пух» имеет честь предложить Вам самые лучшие пирожные и торты в г. Оренбурге. Уникальные рецептуры, по которым приготовлены все наши изделия, хранят классические традиции, а также сочетают в себе современные технологии и новые модные тенденции кондитерского искусства. Пусть ваши мечты будут сладкими, а мы вам в этом поможем! Сайт: https://winnipuhtort.ru/
1. ↑  Винни-пух — Торты от кондитерского цеха Винни-Пух в Оренбурге. Дата обращения: 16 августа 2025.